# Hexametr
Hexametr je nerýmovaný verš, typický pro antickou poezii, a to zejména epickou. Hexametr, jak už název napovídá, se skládá ze šesti stop. První čtyři stopy jsou většinou daktyly, které mohou být nahrazeny za spondeje, pátá stopa je vždy daktyl, šestá spondej. V českém přízvučném hexametru (viz níže) jsou spondeje v obou případech téměř vždy nahrazovány za trocheje.
Schéma (neuvažující možnost náhrady daktylu za spondej) je tedy:
```
-uu|-uu|-uu|-uu|-uu|--
```

(pomlčka označuje těžkou dobu, písmeno „u“ lehkou, svislá čára hranici stop)
Schéma se spondejí ve druhé stopě:
```
-uu|--|-uu|-uu|-uu|--
```

Hexametr (Komenským označovaný také za "heroický" nebo "hrdinský" verš) byl nejobvyklejší veršovou formou antické poezie, byl používán většinou v epických skladbách (Homérovy eposy Ilias a Odysseia, Vergiliova Aeneis, Ovidiovy Proměny). Další variantou bylo jeho střídání s tzv. pentametrem, čímž vzniklo tzv. elegické distichon, velmi častá antická lyrická forma. V řecké a latinské poezii byly obě formy využívány dlouho, v jiných jazycích se ale příliš neujaly a díla, napsaná hexametrem, jsou oproti jiným veršovým formám spíše sporadická.
Hexametr byl ve své původní antické podobě verš časoměrný, tato časoměrná podoba byla používána i v české literatuře (Jan Amos Komenský, Pavel Josef Šafařík, Svatopluk Čech). Vzhledem k tomu, že časomíra pro češtinu není vhodná, byl v 19. a 20. století vytvářen tzv. přízvučný hexametr, který sice složením stop odpovídá antickému časoměrnému hexametru, ale je to sylabotónický verš: těžké a lehké doby časomíry jsou nahrazeny přízvučnými a nepřízvučnými slabikami.
Tento přízvučný hexametr, nazývaný "nejkontroverznějším českým veršem" je využíván v původní poezii i pro překlad původního antického hexametru (např. klasický překlad Homéra od Otmara Vaňorného, v původní tvorbě např. u Jana Křesadla), byť v původní poezii spíše jako literární kuriozita. Podobné principy náhrady časomíry platí i v dalších moderních jazycích, pro něž je časomíra nevhodná, např. v angličtině.

## Ukázka časoměrného hexametru
Léto ku konci se chýlilo již, zvěst podzimu vlála

přes požatý vůkol všude lán a zryté nově brázdy,

když cestou hochu povědomou od Karlova Týna

jsem po letech zase šel, muž skráně prošedlé,

k úvalu pod Mramorem, kde zlaté mi zkvétalo dětství.

(Svatopluk Čech: Václav Živsa)

## Ukázka přízvučného hexametru
Tak tedy ku městu tomu my tehdy začali kráčet,

ozbrojivše se fejzry, jak už jsem dříve byl řekl,

nikoliv sami, neb s námi tu kráčeli roboti také

kovoví, neboť ty, co z živé zrobili tkáně

v dobrých jsme nechali lodích, že snadno zranit se mohli

všechny zvířecích forem, a ovšem, zejména Frantu,

všemožných znalce to řečí, jenž pravý vědy byl zázrak,

by se mu nestalo nic, neb velkou robot měl cenu.

(Jan Křesadlo – Hvězdoplavba, v prvních dvou verších jsou přízvučné slabiky zvýrazněny tučně, kurzívou je označena náhrada daktylu za spondej, resp. trochej v prvních čtyřech stopách verše)